# Calcitonin
Das Calcitonin (synonym: Kalzitonin, Thyreocalcitonin) ist ein Protein, das zur Gruppe der Peptidhormone gehört. Es wird bei den Säugetieren in den C-Zellen („C“ für Calcitonin) der Schilddrüse gebildet und von dieser abgesondert. Sie werden auch als parafollikuläre Zellen bezeichnet, da sie sich neben den Follikelepithelzellen der Schilddrüse, den Thyreozyten, befinden. Bei anderen Wirbeltieren erfolgt die Bildung im ultimobranchialen Körper.
Calcitonin ist der Gegenspieler zum in den Nebenschilddrüsen gebildeten Parathormon. Beide Hormone regulieren den Calcium- und Phosphathaushalt des Körpers. Calcitonin hat eine calciumsenkende Wirkung.
Mit dem Calcitonin verwandt ist das „Calcitonin Gene-Related Peptide“ (CGRP). Beide gehen auf ein gemeinsames primäres mRNA-Transkript zurück (beide sind auf dem CALCA-Gen codiert). Durch gewebespezifisches alternatives Spleißen wird in der Schilddrüse vorwiegend Calcitonin gebildet, während im Zentralnervensystem und im peripheren Nervensystem in sensorischen Neuronen hauptsächlich CGRP produziert wird.

## Geschichte
Calcitonin wurde 1961 von Copp und Cameron in isolierten Schild- und Nebenschilddrüsen von Hunden postuliert. Sie schrieben dem Calcitonin bereits eine Calcium-senkende Wirkung zu, ordneten die Herkunft des Hormons allerdings zunächst den Nebenschilddrüsen zu. Drei Jahre später wurde entdeckt, dass es sich bei Calcitonin um ein Hormon der Schilddrüse handelt und 1967 konnten auch die dafür verantwortlichen Zellen, die parafollikulären Zellen, ausgemacht werden. Die parafollikulären Zellen selbst wurden bereits 1876 in den Schilddrüsen von Hunden entdeckt.

## Struktur
Das humane Calcitonin (hCT) ist ein Polypeptid, das aus 32 Aminosäuren besteht und eine Molekülmasse von 3421 Dalton hat.
Eine intramolekulare Disulfidbrücke zwischen Cys-1 und Cys-7 und ein amidierter C-Terminus (Prolinamid) sind wichtig für die biologische Aktivität. CT(8-32) ohne Disulfidbrücke bindet zwar an den Calcitonin-Rezeptor, bewirkt aber keine Rezeptoraktivierung, sondern wirkt als kompetitiver Antagonist.

## Regulation und Wirkung
Die Calcitoninfreisetzung wird stimuliert durch:
- hohe Calciumkonzentration im Blut
- gastrointestinale Hormone (z. B. Gastrin)[8]
- Pentagastrin, ein synthetisches Gastrin-Analogon[8]

Calcitonin senkt den Blutcalciumspiegel. Es hemmt durch Reduzierung der Aktivität der Osteoklasten die Calciumfreisetzung aus dem Knochen, fördert die Calciumausscheidung über die Niere und setzt die Calciumresorption im Darm herab. Bezüglich des Calcium-Spiegels im Blut wirkt es also antagonistisch zum Parathormon. Die Phosphatausscheidung in der Niere steigert es jedoch ebenfalls, wie Parathormon.
Calcitonin hat in höherer Dosierung beim Menschen eine diuretische Wirkung. Diese vermehrte proximale Natriurese wird circa 80 Minuten nach der intravenösen Calcitoningabe durch eine vermehrte distale Natriumreabsorption wieder ausgeglichen.
Daneben senkt Calcitonin den Phosphatspiegel im Blut durch Hemmung der Rückresorption von Phosphat über die proximalen Tubuluszellen der Niere (synergistische Wirkung zum Parathormon).
Im Vergleich zu den anderen calciumregulierenden Hormonen Parathormon (PTH) und D-Hormon (Calcitriol) scheint Calcitonin allerdings eine stark untergeordnete Rolle zu spielen.

## Medizinische Anwendung
Calcitonin ist therapeutisch angezeigt zur Senkung stark erhöhter Calciumspiegel infolge bösartiger Tumorerkrankungen, und zur Behandlung der Paget-Krankheit (Osteodystrophia deformans). Die Anwendung erfolgt subkutan, intramuskulär oder intravenös. Arzneilich verwendet wird nicht das humane Calcitonin, sondern ein Lachs-Calcitonin.

## Nebenwirkungen und Anwendungsbeschränkungen
Die häufigsten Nebenwirkungen sind gastrointestinale Störungen wie Übelkeit und Erbrechen sowie Hautrötung („Flush“) im Gesicht. Patienten, die an einer Hypocalcämie leiden, dürfen nicht mit Calcitonin behandelt werden. 2012 wurden Hinweise auf ein erhöhtes Auftreten bösartiger Tumoren (Malignität) nach langfristiger Anwendung bekannt, was zu entsprechenden Einschränkungen der Anwendung führte; so ist Calcitonin etwa zur Behandlung der post-menopausalen Osteoporose, die auf eine längere Behandlungsdauer ausgelegt ist, nicht indiziert.

## Blutspiegel
Das Calcitonin wird als Tumormarker beim medullären Schilddrüsenkarzinom verwendet.
Der Normalwert bei Erwachsenen ist kleiner als 10 ng/l (entspricht 2,8 pmol/l). Umrechnungsfaktor von ng/l in pmol/l für Calcitonin: ng/l × 0,28 = pmol/l.
Einen zu niedrigen Calcitoninspiegel gibt es vermutlich nicht. Auch bei Gesunden kann Calcitonin unter der Nachweisgrenze der derzeit verfügbaren Tests liegen.
Einen zu hohen Wert findet man:
- selten bei der Schilddrüsenüberfunktion
- beim medullären Schilddrüsenkarzinom (C-Zellkarzinom)
- bei C-Zell-Hyperplasie (z. B. im Rahmen einer multiplen endokrinen Neoplasie, Typ IIa (MEN-IIa))
- bei Niereninsuffizienz
- bei Leberzirrhose
- manchmal bei neuroendokrinen Tumoren, wie dem Bronchialkarzinom

## Handelspräparate
Monopräparate
CalciHexal (D), Forcaltonin (A), Karil (D), Miacalcic (CH), Ucecal (A), zahlreiche Generika (D, A)